# Yalwani
Yalwani (auch: Yéléouani, Yéléwani, Yélouané, Yélwani) ist ein Dorf in der Landgemeinde Dargol in Niger.

## Geographie
Das von einem traditionellen Ortsvorsteher (chef traditionnel) geleitete Dorf liegt am rechten Ufer des Flusses Niger. Es befindet sich rund 34 Kilometer nordöstlich des Hauptorts Dargol der gleichnamigen Landgemeinde, die zum Departement Gothèye in der Region Tillabéri gehört. Zu den Siedlungen in der näheren Umgebung von Yalwani zählen Yélwani Goungou auf einer vorgelagerten Flussinsel im Nordosten, Hélé Koubo flussaufwärts im Nordwesten und Toulamé flussabwärts im Südosten.
Yalwani ist Teil der Übergangszone zwischen Sahel und Sudan. Die durchschnittliche jährliche Niederschlagsmenge beträgt hier zwischen 400 und 500 mm.

## Geschichte
Der staatliche Stromversorger NIGELEC elektrifizierte das Dorf im Jahr 2012.

## Bevölkerung
Bei der Volkszählung 2012 hatte Yalwani 2507 Einwohner, die in 320 Haushalten lebten. Bei der Volkszählung 2001 betrug die Einwohnerzahl 1742 in 213 Haushalten und bei der Volkszählung 1988 belief sich die Einwohnerzahl auf 1517 in 199 Haushalten.
In Yalwani wird die Sprache Zarma gesprochen.

## Wirtschaft und Infrastruktur
In Yalwani wird ein bedeutender Markt abgehalten. Der Markttag ist Samstag. Hier wird auch mit Vieh gehandelt. An den Markttagen gibt es einen starken Verkehr von Pirogen am Fluss. Die Grundschule von Yalwani wurde 1962 gegründet. Mit einem Centre de Santé Intégré (CSI) ist ein Gesundheitszentrum im Ort vorhanden. Durch Yalwani verläuft die 143,9 Kilometer lange Nationalstraße 39 zwischen Gothèye und Fonéko Tédjo.